# Concerto grosso
Pri Concertu Grosso gre za soigro in izmenjevanje večjega in manjšega instrumentalnega sestava. Vsako skupino običajno sestavljajo godala, čeprav se jim včasih lahko pridružijo tudi pihala. Corelli in Händel sta med najpomembnejšimi skladatelji te glasbene oblike.